# Високопічська сільська рада
Високопічська сільська рада — колишня адміністративно-територіальна одиниця та орган місцевого самоврядування у Троянівському, Житомирському, Коростишівському районах, Житомирські міській раді Волинської округи, Київської і Житомирської областей Української РСР та України з адміністративним центром у с. Висока Піч.

## Населені пункти
Сільській раді були підпорядковані населені пункти:
- с. Висока Піч
- с. Покостівка
- с. Рудня-Пошта
- с. Старошийка[1].

## Населення
Кількість населення ради, станом на 1923 рік, становила 2 310 осіб, кількість дворів — 210.
Відповідно до результатів перепису населення СРСР, кількість населення ради, станом на 12 січня 1989 року, становила 3 175 осіб.
Станом на 5 грудня 2001 року, відповідно до перепису населення України, кількість мешканців сільської ради становила 2 910 осіб.

## Склад ради
Рада складалася з 14 депутатів та голови.

### Керівний склад сільської ради
| ПІБ                       | Основні відомості                                                             | Дата обрання | Дата звільнення |
| ------------------------- | ----------------------------------------------------------------------------- | ------------ | --------------- |
| Бондарчук Тетяна Павлівна | Сільський голова, 1956 року народження, освіта, позапартійна                  | 26.03.2006   | 31.10.2010      |
| Бондарчук Тетяна Павлівна | Сільський голова, 1956 року народження, освіта незакінчена вища, позапартійна | 31.10.2010   | 28.03.2014      |

## Історія
Створена 1923 року в селі Висока Піч Троянівської волості Житомирського повіту Волинської губернії.
Станом на 1 вересня 1946 року сільська рада входила до складу Житомирського району Житомирської області, на обліку в раді перебувало с. Висока Піч.
11 серпня 1954 року, внаслідок виконання указу Президії Верховної ради УРСР «Про укрупнення сільських рад по Житомирській області», до складу ради включено села Рудня-Пошта та Старошийка ліквідованої Старошийківської сільської ради Житомирського району Житомирської області. 12 травня 1958 року, відповідно до рішення Житомирського облвиконкому № 442 «Про об'єднання сільських рад депутатів трудящих по Житомирському району», до складу ради приєднано села Корчівку та Покостівку ліквідованої Покостівської сільської ради Житомирського району. 29 травня 1967 року, відповідно до рішення Житомирського ОВК № 269 «Про віднесення сіл Лугини і Червоноармійська до категорії селищ міського типу та зміни адміністративної підпорядкованості окремих населених пунктів області», до складу ради включене с. Буда Буківської сільської ради Житомирського району.
Станом на 1 січня 1972 року сільська рада входила до складу Житомирського району Житомирської області, на обліку в раді перебували села Буда, Висока Піч, Заможне, Покостівка, Рудня-Пошта та Старошийка.
3 березня 1987 року, відповідно до рішення Житомирської обласної ради, села Заможне та Покостівка увійшли до складу новоствореної Заможненської сільської ради Житомирського району. 4 лютого 1999 року, рішенням Житомирської обласної ради, с. Покостівка було повернуте до складу ради.
Виключена з облікових даних 17 липня 2020 року. Територію та населені пункти ради, відповідно до розпорядження Кабінету Міністрів України № 711-р від 12 червня 2020 року «Про визначення адміністративних центрів та затвердження територій територіальних громад Житомирської області», включено до складу Тетерівської сільської територіальної громади Житомирського району Житомирської області.
Входила до складу Троянівського (7.03.1923 р.), Житомирського (14.05.1939 р.; 4.01.1965 р.), Коростишівського (30.12.1962 р.) районів та Житомирської міської ради (14.11.1935 р.).